# Second Flight
〈Second Flight〉(세컨트 플라이트)는 KOTOKO와 사토 히로미의 싱글이다.

## 개요
- 란티스를 통해 텔레비전 애니메이션 《부탁해☆트윈즈》의 오프닝 테마로 발매된 곡으로 보컬에는 KOTOKO에 더해 애니메이션 주제가와 게임 음악 등지에서 활동하고 있는 사토 히로미를 기용.
- 커플링 곡은 전작에 이어 가와다 마미가 같은 프로그램의 엔딩 테마 〈明日への涙〉를 담당.
- I've가 타 소속 레이블의 가수와 결합시켜 부르게 한 것은 이 곡 외엔 없다

## 수록 곡
1. Second Flight [5:40]
작사 : KOTOKO. 작곡 : 다카세 가즈야, 편곡 : 나카자와 도모유키・다카세 가즈야, 노래 : KOTOKO・사토 히로미
2. 明日への涙 [6:25]
작사 : KOTOKO, 작곡・편곡 : 나카자와 도모유키, 노래 : 가와다 마미
3. Second Flight (off Vocal ver.)
4. 明日への涙 (off Vocal ver.)